# 毕军 (1967年)
毕军（1967年2月—），南京大学教授，研究方向为大气污染控制、流域环境管理等，著有《物质分析与管理》、《产业生态学》、《区域环境风险与管理》等书。任中华人民共和国教育部“长江学者”特聘教授。